# Ekspedycja 44
Ekspedycja 44 – stała załoga Międzynarodowej Stacji Kosmicznej, która sprawowała swoją misję od 11 czerwca do 11 września 2015 roku. Ekspedycja 44 rozpoczęła się wraz z odłączeniem od stacji statku Sojuz TMA-15M i trwała do odcumowania od ISS statku Sojuz TMA-16M.

## Załoga
Astronauci Giennadij Padałka, Michaił Kornijenko i Scott J. Kelly przybyli na ISS 28 marca 2015 roku na pokładzie Sojuza TMA-16M i weszli w skład Ekspedycji 43. Początkowo znajdowali się na stacji jedynie w trójkę. 23 lipca 2015 roku dołączyli do nich Oleg Kononienko, Kimiya Yui i Kjell Lindgren, którzy przybyli na pokładzie Sojuza TMA-17M.
Gdy 11 września 2015 roku Sojuz TMA-16M odłączył się od stacji zakończyła się misja Ekspedycji 44. Jednocześnie kosmonauci Kornijenko, Kelly, Kononienko, Yui i Lindgren przeszli w skład 45. stałej załogi ISS.
| Funkcja              | Pierwsza część 11.06-23.07.2015                | Druga część 23.07-11.09.2015                   |
| -------------------- | ---------------------------------------------- | ---------------------------------------------- |
| Dowódca              | Giennadij Padałka, Roskosmos 5. lot kosmiczny  | Giennadij Padałka, Roskosmos 5. lot kosmiczny  |
| Inżynier pokładowy 1 | Michaił Kornijenko, Roskosmos 2. lot kosmiczny | Michaił Kornijenko, Roskosmos 2. lot kosmiczny |
| Inżynier pokładowy 2 | Scott J. Kelly, NASA 4. lot kosmiczny          | Scott J. Kelly, NASA 4. lot kosmiczny          |
| Inżynier pokładowy 3 |                                                | Oleg Kononienko, Roskosmos 3. lot kosmiczny    |
| Inżynier pokładowy 4 |                                                | Kimiya Yui, JAXA 1. lot kosmiczny              |
| Inżynier pokładowy 5 |                                                | Kjell Lindgren, NASA 1. lot kosmiczny          |

## Aktywność na stacji

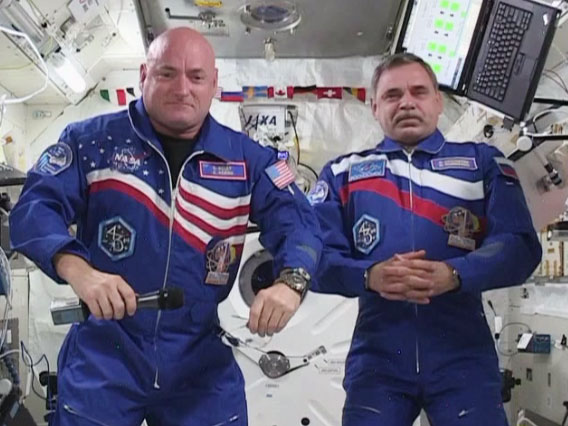
Scott Kelly (z lewej) i Michaił Kornijenko w module Kibō

W czasie Ekspedycji 44 na ISS przebywali astronauci Scott Kelly i Michaił Kornijenko, którzy uczestniczyli w projekcie badawczym Year Long Mission. Miał on na celu zbadanie skutków zdrowotnych długotrwałego przebywania w kosmosie, aby możliwym stało się odpowiednie przygotowanie przyszłych załogowych misji eksploracji Układu Słonecznego. Obaj kosmonauci spędzili na ISS prawie 340 dni i byli członkami 43., 44., 45. i 46. stałej załogi stacji.
Celem długotrwałej misji było lepsze zrozumienie zmian zachodzących w organizmie astronautów w celu udoskonalenia procedur dotyczących zapobiegania utraty masy mięśniowej, co jest skutkiem stanu nieważkości w przestrzeni kosmicznej. Na Międzynarodowej Stacji Kosmicznej znajdują się specjalne urządzenia do ćwiczeń, które pozwalają astronautom zredukować negatywne skutki zdrowotne długotrwałego pobytu w kosmosie. Jednak wykonywane na stacji ćwiczenia nie są w stanie w pełni zatrzymać utraty masy mięśniowej. W szczególności obserwowane były zmiany zachodzące w organizmie Scotta Kelly'ego, który ma brata bliźniaka Marka Kelly'ego, który również jest astronautą. Mark w tym czasie przebywał na Ziemi i dzięki temu możliwe było porównanie zmian zachodzących w ciałach obu astronautów i dokładniejsze zdefiniowanie skutków długotrwałego lotu kosmicznego. Jednocześnie ten program badawczy miał również sprawdzić zmiany zachodzące w psychice astronautów, którzy znajdują się w zamkniętej przestrzeni przez dłuższy czas.

## Spacer kosmiczny
W czasie Ekspedycji 44 wykonano jeden spacer kosmiczny, w którym udział wzięli kosmonauci Giennadij Padałka i Michaił Kornijenko. Ubrani w skafandry Orłan wyszli oni 10 sierpnia 2015 roku o 14:17 UTC przez śluzę Pirs w otwartą przestrzeń kosmiczną. Do zadań kosmonautów w czasie tego EVA należało: wykonanie dokumentacji fotograficznej rosyjskiej części stacji, pobranie próbek, relokacja jednego z eksperymentów, wymiana anteny oraz instalacja poręczy na module Zwiezda. Spacer kosmiczny zakończył się o 19:51 UTC po 5 godzinach i 34 minutach.

## Galeria

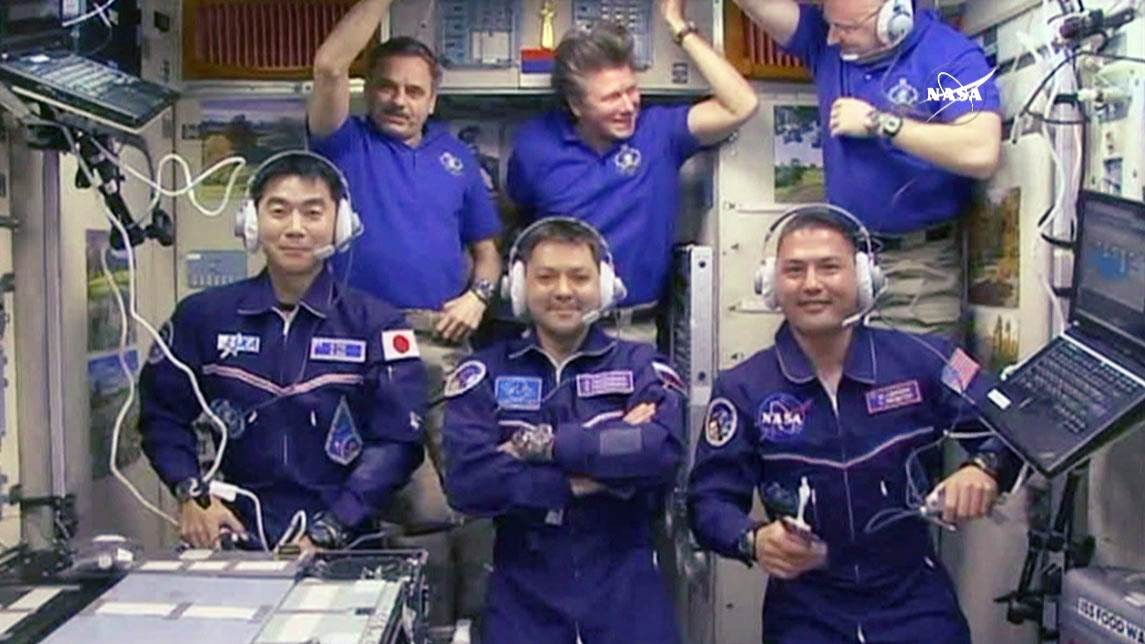
Załoga Ekspedycji 44 w module Zwiezda
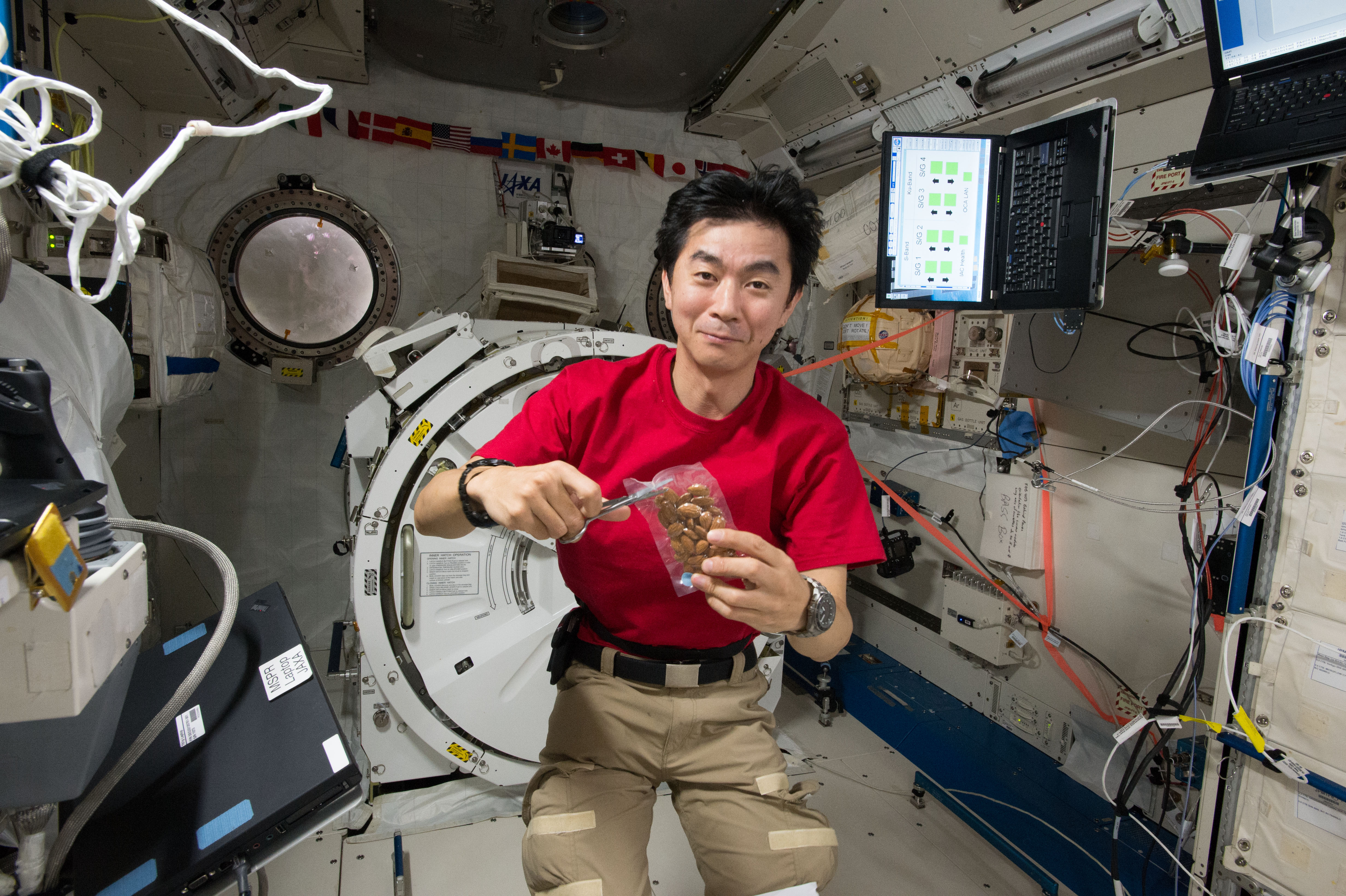
Kimiya Yui w module Kibō
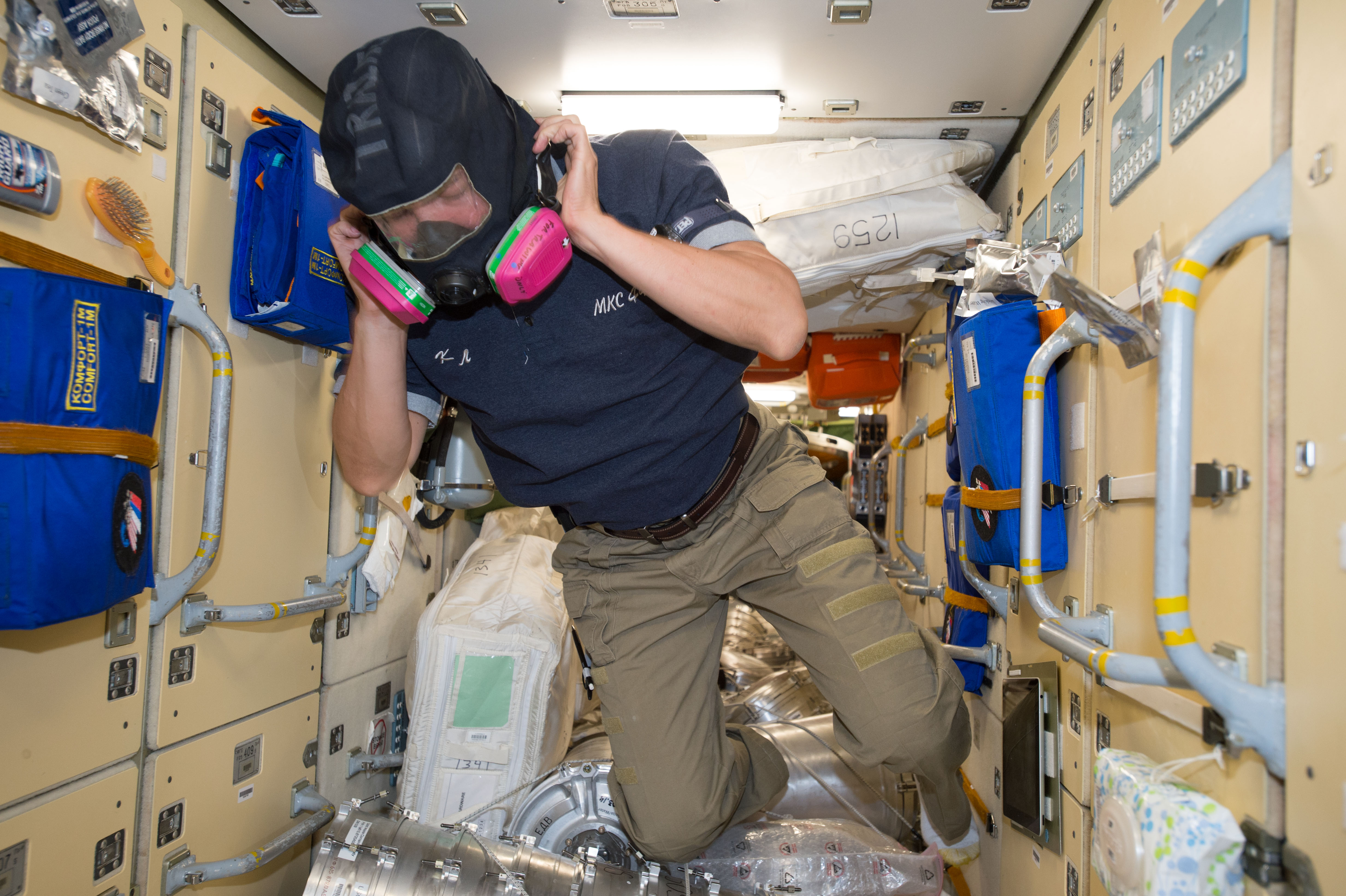
Kjell Lindgren w module Rasswiet podczas ćwiczeń symulujących awarię na stacji
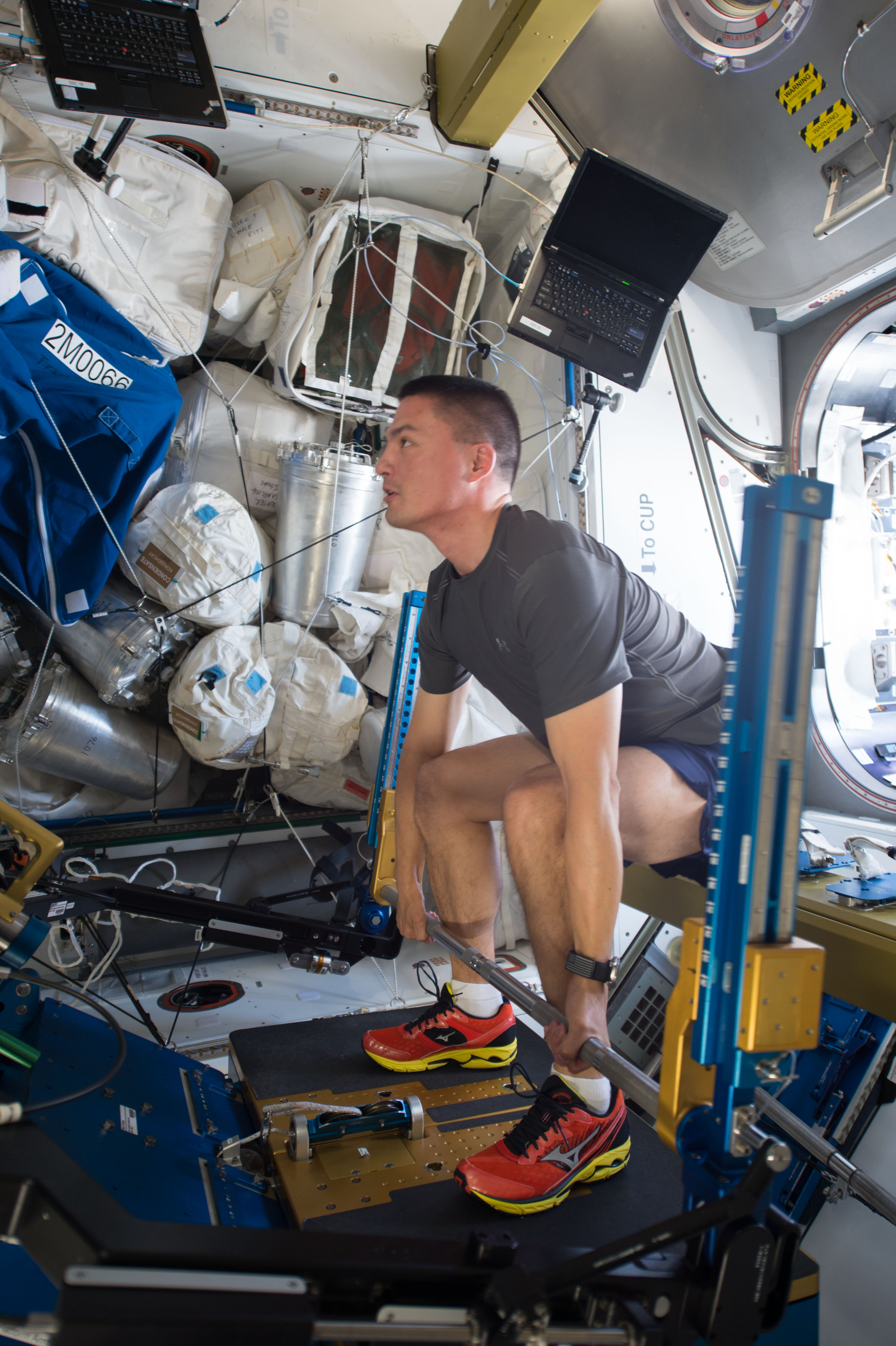
Kjell Lindgren podczas ćwiczeń fizycznych w module Tranquility
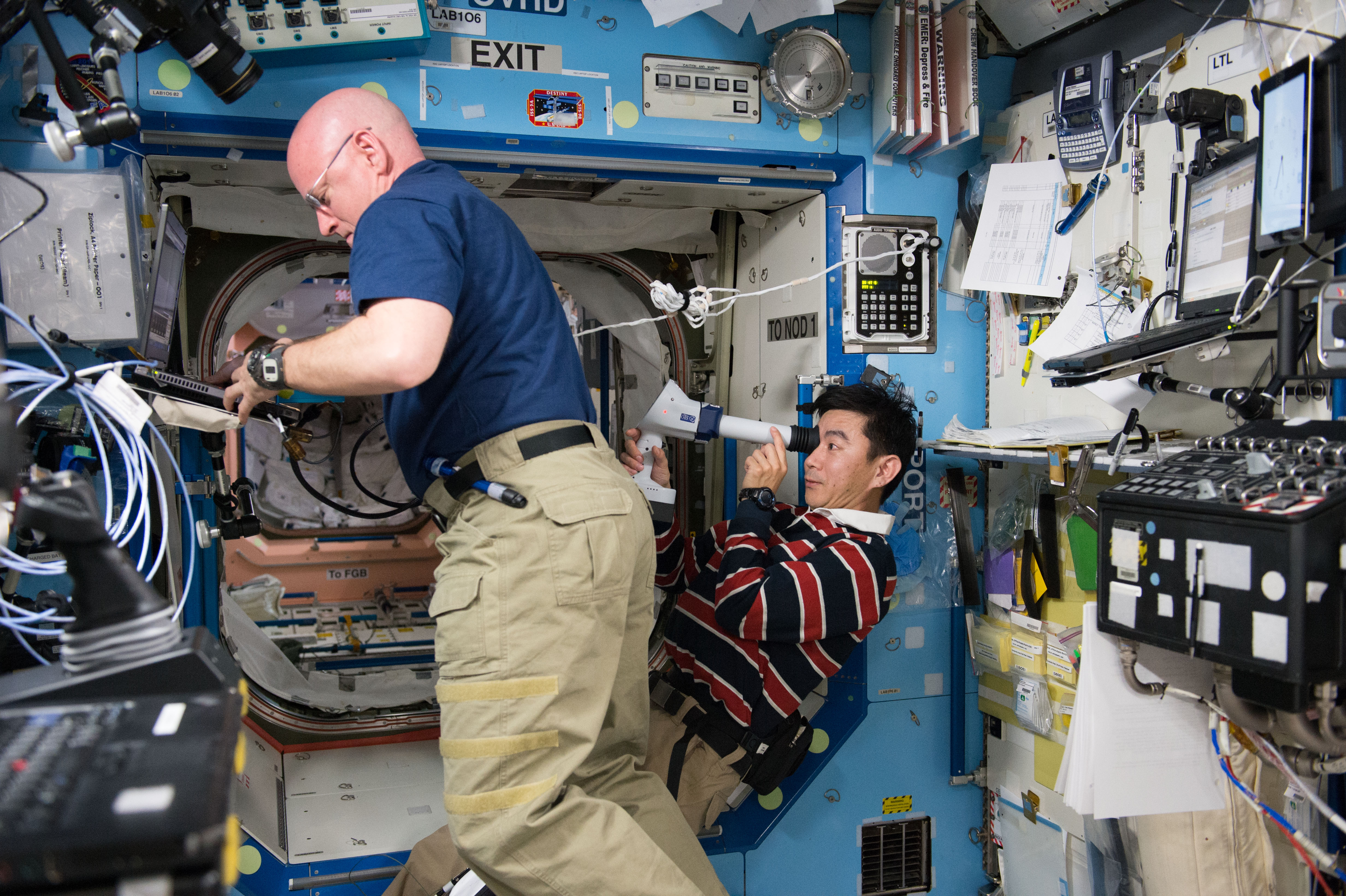
Scott Kelly (z lewej) i Kimiya Yui w module Destiny